# محمد العلاونه
محمد العلاونه (عربی: محمد وليد ياسين العلاونة؛ زادهٔ ۱۸ ژوئن ۱۹۸۸) بازیکن فوتبال اهل اردن است.
وی همچنین در تیم ملی فوتبال اردن بازی کرده‌است.